# Stefan Michael Bar
Stefan Michael Bar (* Dezember 1976 in Stuttgart) ist ein ehemaliger Neonazi, Rechtsterrorist, Herausgeber zweier rechtsradikaler Zeitungen und Autor.

## Politische Karriere im rechtsextremen Milieu
Bar gilt als Militarist und als einer der militantesten Vertreter der Anti-Antifa-Bewegung. Nachdem er eine Maschinenpistole für den Stahlhelm – Kampfbund für Europa für den Preis von 600 DM von Josef Maria Sutter erworben hatte, feuerte er mit dieser Schnellfeuerwaffe auf einen türkischen Imbiss. Bar ist einer der wenigen ehemaligen Neonazis, denen der Aufbau einer Braunen Armee Fraktion, als Pendant zur Rote Armee Fraktion, zugetraut wurde. Am Ende seiner Karriere war er Herausgeber der rechtsradikalen Zeitschriften Reichsruf und Wehrwolf aus der Anti-Antifaszene.

## Ausstieg aus der rechtsextremen Szene
Im Jahr 2001 stieg Bar aus der rechtsextremen Szene aus und beschrieb im Jahr darauf seinen Ausstieg in seiner Autobiographie Fluchtpunkt Neonazi. Allerdings wurde er auch danach noch straffällig. So wurde er wegen eines Drogendelikts verhaftet, entfloh dem Gefängnis, konnte aber erneut festgenommen werden. Von einer Kooperation Bars mit Polizei und Verfassungsschutz wird ausgegangen.

## Autobiographie
- Fluchtpunkt Neonazi. Eine Jugend zwischen Rebellion, Hakenkreuz und Knast. Herausgegeben von Klaus Farin und Rainer Fromm. Tilsner, Bad Tölz 2002, ISBN 3-940213-15-2.